# Creeque Alley
Creeque Alley är en sjävbiografisk poplåt, skriven av John Phillips och Michelle Phillips för The Mamas and the Papas, där båda var medlemmar. Låten medtogs på gruppens tredje studioalbum Deliver och utgavs som singel i april 1967. Låten blev en hit i Nordamerika, Australien och Brittiska öarna, men inte lika uppmärksammad i övriga Europa.
Låttexten handlar om hur gruppen The Mamas and the Papas bildades, och nämner också flera andra musiker som John Sebastian från The Lovin' Spoonful och Roger McGuinn från The Byrds, samt Barry McGuire.

## Listplaceringar
| Lista (1967)   | Position              |
| -------------- | --------------------- |
| Australien     | 5 (Go Set)            |
| Frankrike      | 37                    |
| Irland         | 14                    |
| Kanada         | 1 (RPM)               |
| Nya Zeeland    | 16 (NZ Listner)       |
| Storbritannien | 9                     |
| USA            | 5 (Billboard Hot 100) |
| Vallonien      | 26                    |